# Wolfgang Büld
Wolfgang Büld (Lüdenscheid 4 de setembre de 1952) és un director i autor alemany de cinema i televisió.

## Biografia
Com a estudiant, Büld va ser influenciat per les tribus urbanes contemporànies, però es va mantenir més aviat apolític i, segons els seus records, va ser exclòs de l'Oposició Extraparlamentària, que també existia a la seva ciutat natal de Lüdenscheid en aquell moment, per les seves "tendències burgeses". Estava més interessat en la música, el cinema i la moda: "L'any 1972 vaig veure Rocker i vaog decidir convertir-me en director de cinema." El que el va impressionar de la pel·lícula de Klaus Lemke va ser menys l'entorn que l'autenticitat de la representació.
El 1972 va marxar a Berlín i va provar diverses feines. Com que no tenia cap desig d'"aprendre a fotografiar la lluita de classes a la Deutsche Film- und Fernsehakademie Berlin, es va traslladar a Munic el 1974. Allà va contactar amb Lemke al Schwabing Café Capri. Del 1974 al 1977 va estudiar a la Universitat de Televisió i Cinema de Munic i va fer documentals musicals com Punk in London (1977), Reggae in a Babylon (1978) i British Rock (1979). Per tal de documentar el moviment punk, es va quedar repetidament a Londres. El 1979 va fer la pel·lícula de televisió Brennende Langeweile amb els actors aficionats Ian Moorse, Monika Greser i la banda The Adverts. L'any 1980 es va fer el documental Women in Rock amb Siouxsie and the Banshees, Nina Hagen, Mania D, The Slits i Liliput, una banda femenina de post-punk suïssa. El 1995 el documental es va tornar a publicar amb el títol Girls Bite back.
A principis de la dècada de 1980, Büld va participar en molts documentals musicals, així com en diverses pel·lícules alemanyes de l'espiritisme com ara Gib Gas – Ich will Spaß i a sèries com Und tschüss!. Probablement els seus majors èxits van ser Manta, Manta i Go Trabi Go 2 – Das war der wilde Osten. És el director del videoclip de la cançó Eisgekühlter Bommerlunder el 1983 per a Die Toten Hosen. Com a guionista, va treballar en diversos episodis de la sèrie Ein Fall für zwei entre 1990 i 2007 .
El 1989 es va traslladar a Hamburg. El 1997 va produir la pel·lícula independent Drop Out amb l'actriu Beatrice Manowski. El 2002 va rodar el que va descriure com "la primera pel·lícula del meu gust" a Londres, la comèdia negra Penetration Angst. Dirigeix la seva pròpia productora cinematogràfica, Dark Black Films, a Londres.

## Filmografia
- 1977: Nur ein kleines bißchen Liebe
- 1977: Punk in London
- 1978: Reggae in a Babylon
- 1979: Brennende Langeweile (telefilm)
- 1979: British Rock
- 1980: Women in Rock
- 1980: Punk and its After Schocks
- 1981: Zwei Stunden zu Spät
- 1982: Neonstadt
- 1983: Laß das – ich haß’ das
- 1983: Gib Gas – Ich will Spaß
- 1984: Japlan
- 1984: Schulmädchen ’84
- 1985: Berlin Now
- 1985: Der Formel Eins Film
- 1986: Rockpower Television
- 1991: Manta, Manta
- 1992: Go Trabi Go 2 – Das war der wilde Osten
- 1993: I’ll Never get out of This World Alive
- 1995: Und tschüss! (Fernsehserie)
- 1996: Der Trip – Die nackte Gitarre 0,5
- 1998: Drop Out – Nippelsuse schlägt zurück
- 1999: Voll auf der Kippe (telefilm)
- 2003: Penetration Angst
- 2004: Lovesick: Sick Love
- 2006: Twisted Sisters
- 2018: Dirty White Lies

## Llibres
- Wolfgang Büld: Ausbruch aus Lüdenscheid. In: Brigitte Werneburg (Hg.): Inside Lemke. Ein Klaus Lemke Lesebuch. Schnitt – Der Filmverlag, Köln 2006, ISBN 3-9806313-6-2, S. 166–175.